# Ston Easton
Ston Easton är en ort och civil parish i Storbritannien.   Den ligger i grevskapet Somerset och riksdelen England, i den södra delen av landet, 170 km väster om huvudstaden London. Ston Easton ligger 148 meter över havet och antalet invånare är 550.
Terrängen runt Ston Easton är platt åt nordost, men åt sydväst är den kuperad. Runt Ston Easton är det ganska tätbefolkat, med 144 invånare per kvadratkilometer. Närmaste större samhälle är Bristol, 19,6 km norr om Ston Easton. Trakten runt Ston Easton består i huvudsak av gräsmarker.